# 12801 Сомекава
12801 Сомекава (12801 Somekawa) — астероїд головного поясу, відкритий 2 грудня 1995 року.
Тіссеранів параметр щодо Юпітера — 3,463.
Названо на честь Сомекави (яп. そめかわ(染川) сомекава).